# Vol Air Vanuatu 241
Le 28 juillet 2018, un moteur de l'ATR 72-500 du vol Air Vanuatu 241 prend feu en vol. À son atterrissage à Port Vila, capitale de Vanuatu, l'appareil sort de la piste et percute deux Britten-Norman Islanders. Treize des quarante-trois personnes à bord sont incommodées par des fumées.

## Circonstances
La compagnie Air Vanuatu exploite un ATR-72 immatriculé YJ-AV71,  numéro de série 720, sur sa liaison régulière intérieure entre l'aéroport Whitegrass de Tanna et l'Aéroport International Bauerfield de Port Vila. 
Au cours du vol 241 au départ de Tanna, embarquant trente-neuf passagers et quatre membres d'équipage, un feu est détecté sur le moteur droit et de la fumée entre dans la cabine près de 20 minutes avant l’atterrissage. L'équipage coupe le moteur défaillant.
À l'atterrissage, l'avion est déporté sur la gauche, sort de la piste et heurte deux Britten-Norman Islanders stationnés sur un parking. 
L'accident ne fait pas de blessés. Treize passagers se déclarent incommodés par les fumées. 
L'ATR 72 avait été mis en service le 6 juin 2005. Au moment de l'accident, il totalisait 19 887 heures et 39 minutes de temps de vol. Les dégâts sont minimes.
L'un des Britten-Norman Islander appartenait à la compagnie Unity Airlines (YJ-OO9, numéro de série 65) et avait volé pour la première fois le 11 avril 1969. Il est déclaré irréparable après l'accident.

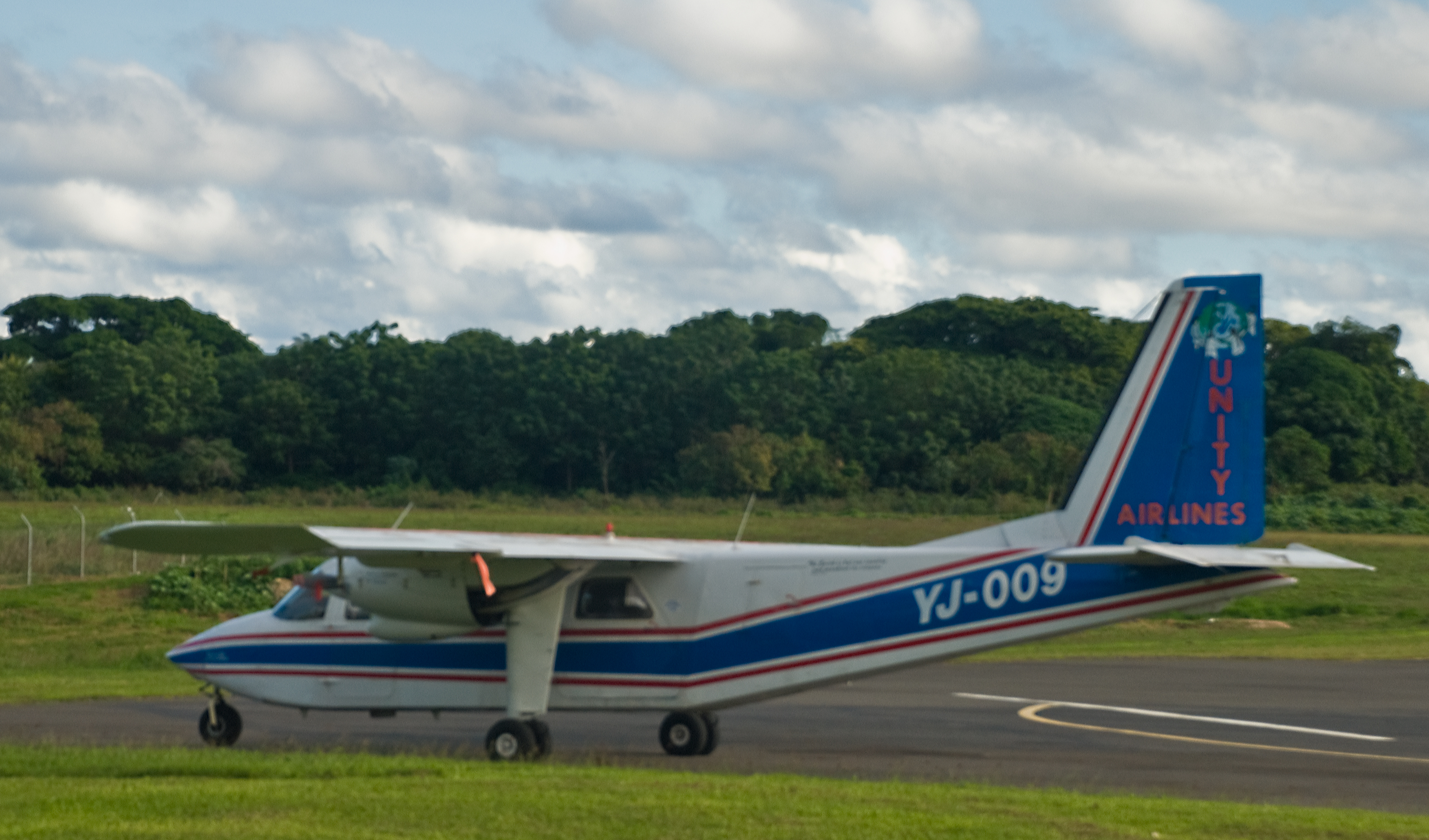
YJ-OO9, le Britten-Norman Islanders détruit dans l'accident, ici en Juin 2009

L'autre Britten-Norman Islander, opéré par Air Taxi (YJ-AL2, numéro de série 609) a effectué son premier vol en 1971. Il est sérieusement endommagé.
L'enquête a été confiée à la Commission enquête accident de Papouasie-Nouvelle Guinée.